# Richburg (Caroline du Sud)
Pour les articles homonymes, voir Richburg.
Richburg est une ville située dans le comté de Chester, dans l’État de Caroline du Sud, aux États-Unis. Lors du recensement de 2020, elle comptait 280 habitants.